# Mitrephanes olivaceus
El  mosquero moñudo oliváceo (Mitrephanes olivaceus), también conocido como mosquero olivo o mosquerito-moñudo olivo (en Perú), es una especie de ave paseriforme de la familia Tyrannidae una de las dos pertenecientes al género Mitrephanes. Es nativo de regiones andinas del oeste de América del Sur. 

## Distribución y hábitat
Se distribuye en los Andes de Perú; en el Cerro Chinguela, en la frontera entre los departamentos de Piura y Cajamarca; y desde Amazonas hacia el hacia el sur hasta el noroeste de Bolivia (La Paz, Cochabamba).
Esta especie es considerada poco común en sus hábitats naturales: el sotobosque y el estrato medio de selvas montanas y sus bordes entre los 1200 y los 2100 m de altitud.

## Sistemática

### Descripción original
La especie M. olivaceus fue descrita por primera vez por los ornitólogos alemán Hans von Berlepsch y polaco Jean Stanislaus Stolzmann en 1894 bajo el mismo nombre científico; la localidad tipo es «Garita del Sol, Perú.»

### Etimología
El nombre genérico masculino «Mitrephanes» se compone de las palabras del griego «mitra» que significa ‘bonete’, ‘vestimenta de la cabeza’, y «phanēs» que significa ‘exhibir’; y el nombre de la especie «olivaceus», en latín moderno significa ‘de color verde oliva’.

### Taxonomía
Es pariente cercano de Mitrephanes phaeocercus, y anteriormente fueron considerados conespecíficos. Es monotípico.